# USCX Cyclocross Series 2022
Navigation
2021 2023
Les USCX Cyclocross Series 2022-2023 ont lieu du 17 septembre 2022 à Roanoke au 6 novembre 2022 à Falmouth. Les 8 manches sont réparties sur 4 week-ends, une même ville accueillant une première manche le samedi et une deuxième le dimanche. Il s'agit du Virginia's Blue Ridge Go Cross de Roanoke, du Rochester Cyclocross de Rochester, du Charm City Cross de Baltimore et du Really Rad Festival de Falmouth.

## Hommes élites

### Résultats
| # | Date         | Lieu                                       | Vainqueur         | Deuxième          | Troisième     | Leader du classement général |
| - | ------------ | ------------------------------------------ | ----------------- | ----------------- | ------------- | ---------------------------- |
| 1 | 17 septembre | Roanoke, Virginia's Blue Ridge Go Cross #1 | Vincent Baestaens | Eric Brunner      | Kerry Werner  | Vincent Baestaens            |
| 2 | 18 septembre | Roanoke, Virginia's Blue Ridge Go Cross #2 | Vincent Baestaens | Eric Brunner      | Curtis White  | Vincent Baestaens            |
| 3 | 24 septembre | Rochester, Rochester Cyclocross #1         | Vincent Baestaens | Curtis White      | Caleb Swartz  | Vincent Baestaens            |
| 4 | 25 septembre | Rochester, Rochester Cyclocross #2         | Vincent Baestaens | Curtis White      | Eric Brunner  | Vincent Baestaens            |
| 5 | 1er octobre  | Baltimore, Charm City Cross #1             | Vincent Baestaens | Kerry Werner      | Curtis White  | Vincent Baestaens            |
| 6 | 2 octobre    | Baltimore, Charm City Cross #2             | Curtis White      | Vincent Baestaens | Kerry Werner  | Vincent Baestaens            |
| 7 | 5 novembre   | Falmouth, Really Rad Festival #1           | Eric Brunner      | Curtis White      | Lance Haidet  | Vincent Baestaens            |
| 8 | 6 novembre   | Falmouth, Really Rad Festival #2           | Eric Brunner      | Curtis White      | Scott Funston | Curtis White                 |

### Classement général
| Pos | Coureur             | Points |
| --- | ------------------- | ------ |
| 1   | Curtis White        | 286    |
| 2   | Eric Brunner        | 283    |
| 3   | Vincent Baestaens   | 262    |
| 4   | Michael van den Ham | 195    |
| 5   | Tyler Clark         | 167    |
| 6   | Caleb Swartz        | 160    |
| 7   | Scott Funston       | 155    |
| 8   | Jonathan Anderson   | 129    |
| 9   | Kerry Werner        | 124    |
| 10  | Cody Scott          | 119    |

## Femmes élites

### Résultats
| # | Date         | Lieu                                       | Vainqueur       | Deuxième      | Troisième         | Leader du classement général |
| - | ------------ | ------------------------------------------ | --------------- | ------------- | ----------------- | ---------------------------- |
| 1 | 17 septembre | Roanoke, Virginia's Blue Ridge Go Cross #1 | Caroline Mani   | Raylyn Nuss   | Austin Killips    | Caroline Mani                |
| 2 | 18 septembre | Roanoke, Virginia's Blue Ridge Go Cross #2 | Caroline Mani   | Raylyn Nuss   | Austin Killips    | Caroline Mani                |
| 3 | 24 septembre | Rochester, Rochester Cyclocross #1         | Annemarie Worst | Caroline Mani | Austin Killips    | Caroline Mani                |
| 4 | 25 septembre | Rochester, Rochester Cyclocross #2         | Annemarie Worst | Madigan Munro | Caroline Mani     | Caroline Mani                |
| 5 | 1er octobre  | Baltimore, Charm City Cross #1             | Annemarie Worst | Caroline Mani | Raylyn Nuss       | Caroline Mani                |
| 6 | 2 octobre    | Baltimore, Charm City Cross #2             | Annemarie Worst | Caroline Mani | Austin Killips    | Caroline Mani                |
| 7 | 5 novembre   | Falmouth, Really Rad Festival #1           | Caroline Mani   | Raylyn Nuss   | Maghalie Rochette | Caroline Mani                |
| 8 | 6 novembre   | Falmouth, Really Rad Festival #2           | Caroline Mani   | Raylyn Nuss   | Austin Killips    | Caroline Mani                |

### Classement général
| Pos | Coureuse         | Points |
| --- | ---------------- | ------ |
| 1   | Caroline Mani    | 324    |
| 2   | Raylyn Nuss      | 264    |
| 3   | Austin Killips   | 246    |
| 4   | Caitln Bernstein | 185    |
| 5   | Emily Werner     | 183    |
| 6   | Anna Megale      | 182    |
| 7   | Annemarie Worst  | 180    |
| 8   | Hannah Arensman  | 135    |
| 9   | Sidney McGill    | 134    |
| 10  | Lauren Zoerner   | 123    |

## Hommes juniors

### Résultats
| # | Date         | Lieu                                       | Vainqueur      | Deuxième       | Troisième      | Leader du classement général |
| - | ------------ | ------------------------------------------ | -------------- | -------------- | -------------- | ---------------------------- |
| 1 | 17 septembre | Roanoke, Virginia's Blue Ridge Go Cross #1 | David Thompson | Ben Stokes     | Miles Mattern  | David Thompson               |
| 2 | 18 septembre | Roanoke, Virginia's Blue Ridge Go Cross #2 | David Thompson | Miles Mattern  | Ben Stokes     | David Thompson               |
| 3 | 24 septembre | Rochester, Rochester Cyclocross #1         | David Thompson | Daniel English | Magnus White   | David Thompson               |
| 4 | 25 septembre | Rochester, Rochester Cyclocross #2         | Ian Ackert     | Ben Stokes     | David Thompson | David Thompson               |
| 5 | 1er octobre  | Baltimore, Charm City Cross #1             | David Thompson | Daniel English | Ben Stokes     | David Thompson               |
| 6 | 2 octobre    | Baltimore, Charm City Cross #2             | David Thompson | Miles Mattern  | Ben Stokes     | David Thompson               |
| 7 | 5 novembre   | Falmouth, Really Rad Festival #1           | Magnus White   | Daniel English | Miles Mattern  | David Thompson               |
| 8 | 6 novembre   | Falmouth, Really Rad Festival #2           | Magnus White   | Henry Coote    | Leif Bryan     | David Thompson               |

### Classement général
| Pos | Coureur        | Points |
| --- | -------------- | ------ |
| 1   | David Thompson | 288    |
| 2   | Miles Mattern  | 260    |
| 3   | Ben Stokes     | 228    |
| 4   | Daniel English | 181    |
| 5   | Nathan Cusack  | 177    |
| 6   | Magnus White   | 172    |
| 7   | Lukas Brandt   | 170    |
| 8   | Henry Coote    | 168    |
| 9   | Dillon Cosper  | 167    |
| 10  | Carden King    | 160    |

## Femmes juniors

### Résultats
| # | Date         | Lieu                                       | Vainqueur               | Deuxième          | Troisième               | Leader du classement général |
| - | ------------ | ------------------------------------------ | ----------------------- | ----------------- | ----------------------- | ---------------------------- |
| 1 | 17 septembre | Roanoke, Virginia's Blue Ridge Go Cross #1 | Elsa Westenfelder       | Madeline Fisher   | Kaya Musgrave           | Elsa Westenfelder            |
| 2 | 18 septembre | Roanoke, Virginia's Blue Ridge Go Cross #2 | Kaya Musgrave           | Madeline Fisher   | Elsa Westenfelder       | Kaya Musgrave                |
| 3 | 24 septembre | Rochester, Rochester Cyclocross #1         | Ava Holmgren            | Isabella Holmgren | Vida Lopez De San Roman | Kaya Musgrave                |
| 4 | 25 septembre | Rochester, Rochester Cyclocross #2         | Ava Holmgren            | Isabella Holmgren | Vida Lopez De San Roman | Kaya Musgrave                |
| 5 | 1er octobre  | Baltimore, Charm City Cross #1             | Ella Brenneman          | Haylee Johnson    | Madeline Fisher         | Ella Brenneman               |
| 6 | 2 octobre    | Baltimore, Charm City Cross #2             | Finley Aspholm          | Ella Brenneman    | Haylee Johnson          | Ella Brenneman               |
| 7 | 5 novembre   | Falmouth, Really Rad Festival #1           | Vida Lopez De San Roman | Ava Holmgren      | Isabella Holmgren       | Ella Brenneman               |
| 8 | 6 novembre   | Falmouth, Really Rad Festival #2           | Isabella Holmgren       | Samantha Scott    | Haydn Hludzinski        | Ella Brenneman               |

### Classement général
| Pos | Coureuse          | Points |
| --- | ----------------- | ------ |
| 1   | Ella Brenneman    | 232    |
| 2   | Haylee Johnson    | 230    |
| 3   | Madeline Fisher   | 195    |
| 4   | Finley Aspholm    | 186    |
| 5   | Isabella Holmgren | 172    |
| 6   | Elsa Westenfelder | 171    |
| 7   | Alice Hoskins     | 155    |
| 8   | Kaya Musgrave     | 152    |
| 9   | Ava Holmgren      | 142    |
| 10  | Haydn Hludzinski  | 126    |